# Mymoorapelta
Mymoorapelta ("sköld Mygatt-Moore") är en ankylosaurier från yngre jura ( Kimmeridgian - Tithonian) Morrison Formation (Brushy Basin medlem) i västra Colorado. Den taxon är känt från delar av en disarticulated skalle, delar av tre olika skelett och andra postcranial lämningar.